# College (Alaska)
College è un census-designated place degli Stati Uniti d'America, nel Borough di Fairbanks North Star, nello stato dell'Alaska.
È un sobborgo di Fairbanks; talvolta viene considerato parte integrante della stessa città benché sia censito a sé come CDP.
Vi ha sede la University of Alaska Fairbanks (UAF), uno dei più importanti istituti superiori pubblici dello stato. Istituito nel 1917, inizialmente aveva il nome di College, nome dal quale deriva quello del centro abitato che vi è sorto attorno.